# Рославец, Виктор Яковлевич
Ви́ктор Я́ковлевич Ро́славец (1796 — 16 марта 1848, Одесса) — действительный статский советник, Саратовский, затем Херсонский и Таврический губернатор.

## Биография
Родился в семье коллежского протоколиста Якова Васильевича Рославца, помещика Глуховского уезда Черниговской губернии. Воспитывался в Московском университетском благородном пансионе. В 1810—1820-х гг. в чине титулярного советника служил при Комитете Министров.
С 22 мая 1829 г. — Саратовский вице-губернатор, одновременно был также председателем казённой палаты. 26 октября 1830 г. в чине статского советника назначен Саратовским губернатором. В его правление открылась Саратовская духовная семинария, появилась первая в Саратове книжная лавка купца Вакурова. В этот же период в Саратове случилась эпидемия холеры (заболел и сам В. Я. Рославец), справиться с которой удалось только после прибытия из Петербурга в губернию группы медиков из 80 человек с лекарствами и медикаментами.
26 апреля 1831 года был переведён в Красноярск на должность губернатора Енисейской губернии, однако, сославшись на состояние здоровья, от нового назначения отказался (вышел в отставку 21 июня, не вступив в должность) и до ноября 1831 года жил в Саратове.
С 13 мая 1837 г. — Архангельский губернатор. 6 июля 1837 переведён губернатором в Смоленск, с 11 ноября того же года — Херсонским губернатором. По состоянию здоровья 13 августа 1839 г. уволен от службы с производством в действительные статские советники и с причислением к Министерству внутренних дел. 19 января 1843 г. был назначен Таврическим губернатором, с 22 января 1845 г. — губернатором Херсонской губернии.

### Семья
Жена — E. H. Панкратьева, дочь генерала H. П. Панкратьева (её сестра была замужем за Таганрогским градоначальником светлейшим князем А. К. Ливеном).